# Peking Fanz

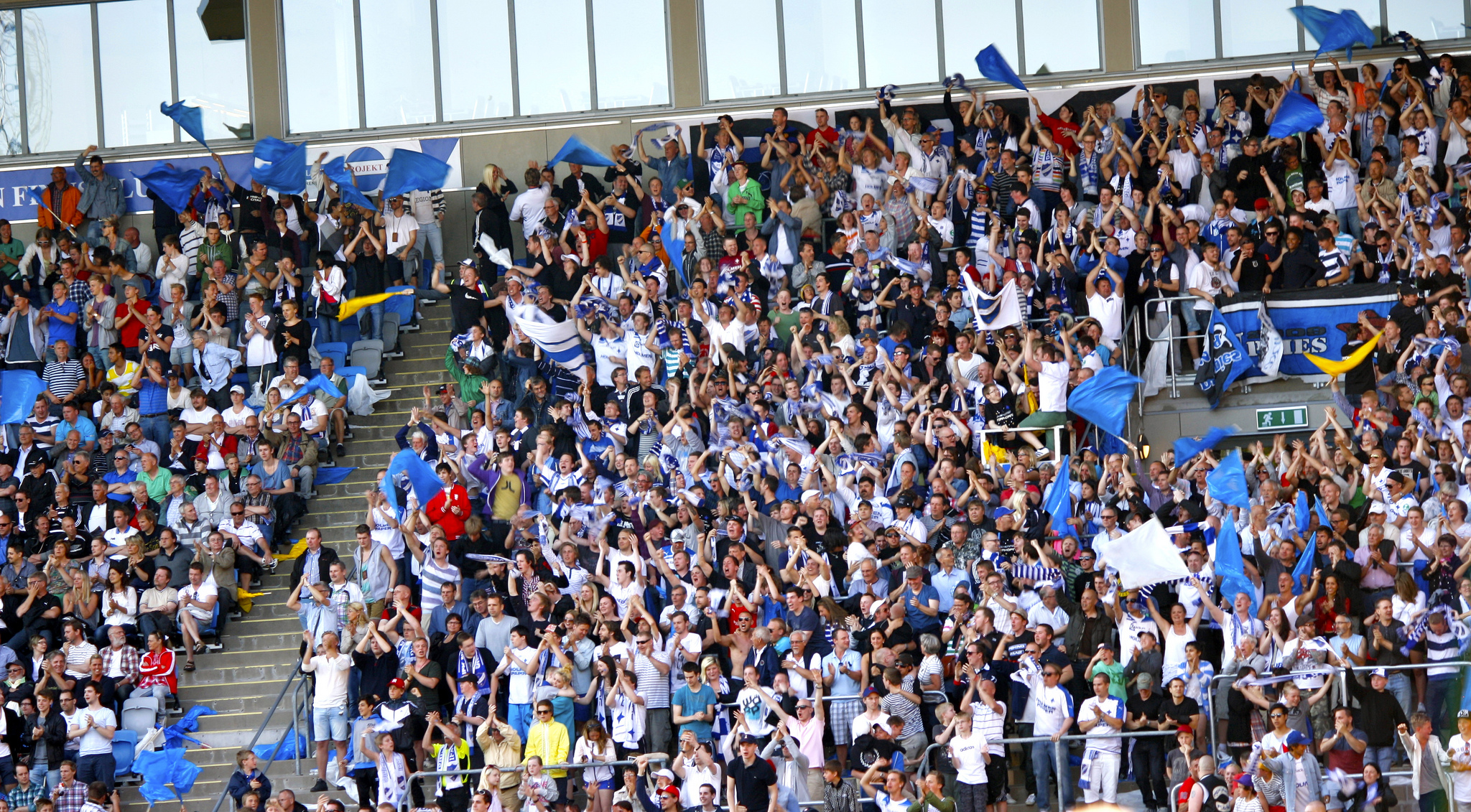
Peking Fanz under östgötaderbyt 2012 mellan IFK Norrköping och Åtvidabergs FF

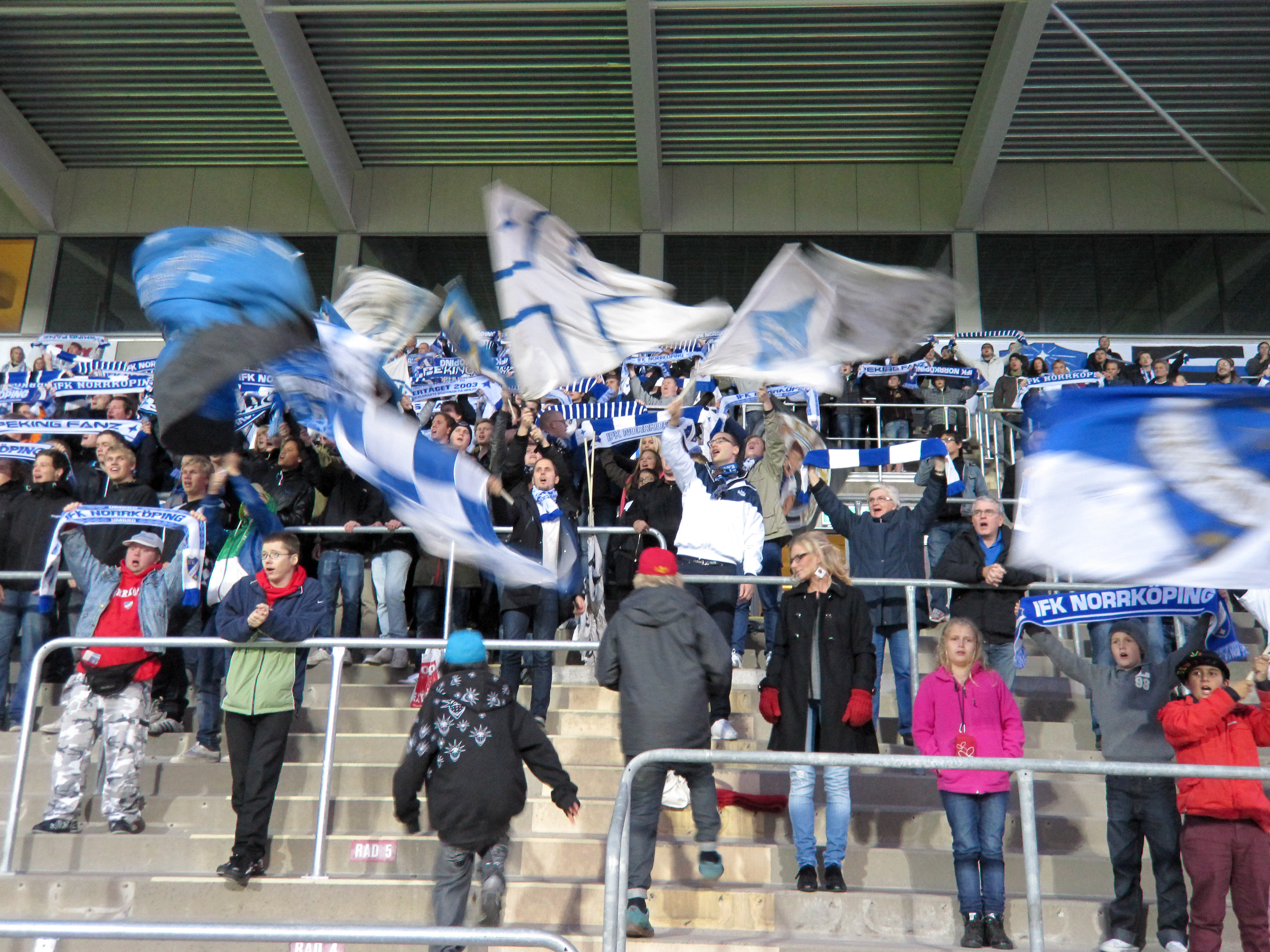
Peking Fanz under hemmamatchen IFK Norrköping - Landskrona BoIS 2010

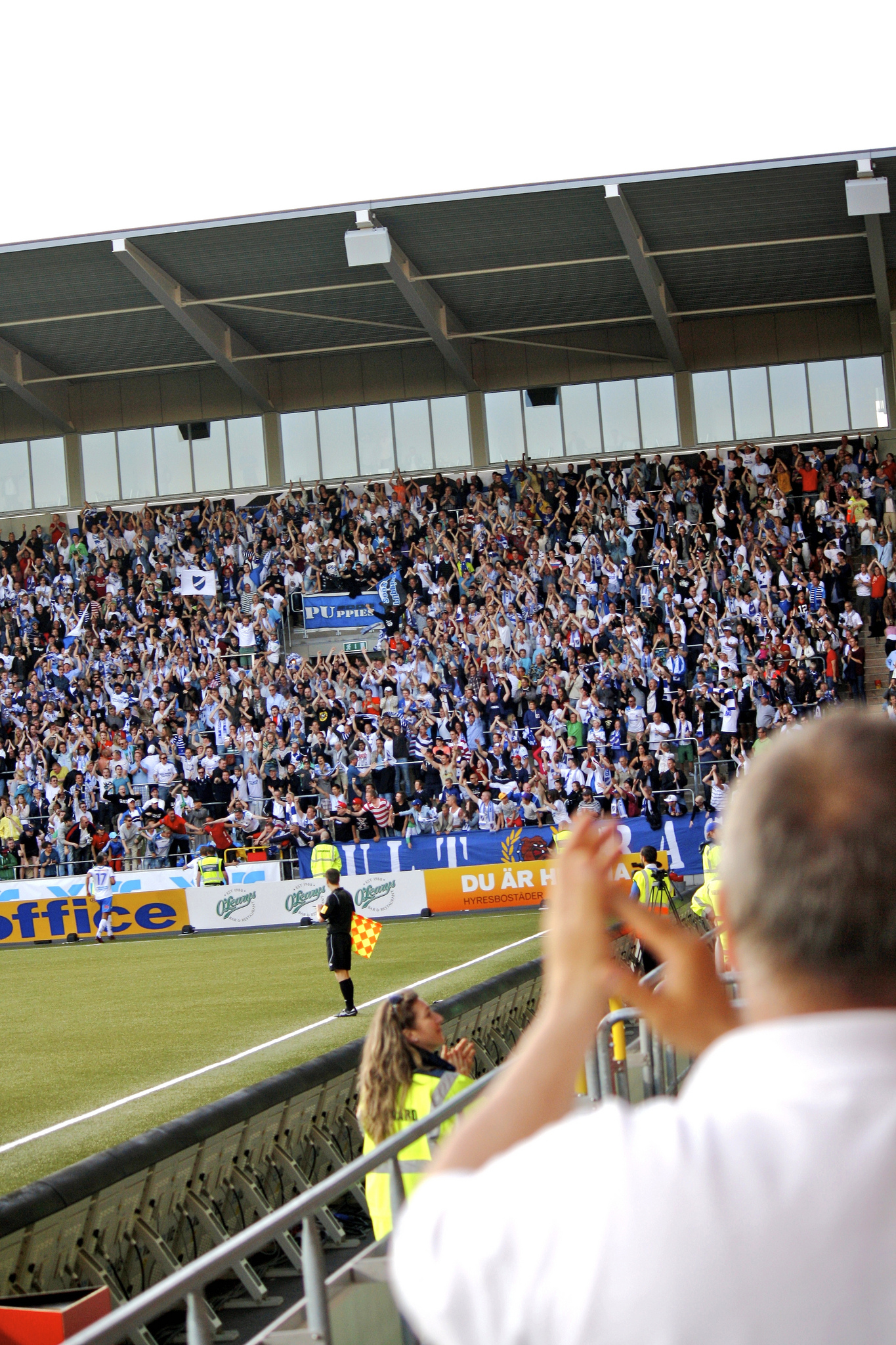
Peking Fanz under östgötaderbyt 2012 mellan IFK Norrköping och Åtvidabergs FF

Peking Fanz är en supporterklubb för IFK Norrköping. Föreningen bildades 1997 för att organisera den då spirande hejarklacken. De första månaderna hette supporterklubben Peking Stars, namnet byttes sedan till det nuvarande.
Föreningen gav ut tidningen Brölet. 
Under den första tiden var man samlade på södra läktarens ståplats "Berget", men sommaren 1998 flyttade man till sittplatsläktaren i arenans sydöstra hörn. I samband med ombyggnaden till "Nya Parken" fick man 2009 en ståplatssektion på en del av den norra läktaren. Sedan 2015 är hela norra läktaren hemmasupportrarnas ståplats, som döptes till Curva Nordahl.
Peking Fanz arrangerar resor till nästan alla IFK Norrköpings bortamatcher.
Antalet medlemmar låg under 2018 på drygt 500. Under 2002, som var föreningens medlemsmässigt största år, var man kring 1 600. 
Peking Fanz samarbetar med TIFO-gruppen Pekings Tifogrupp.